# Marcelle Hertzog-Cachin
Pour les articles homonymes, voir Hertzog et Cachin.
Marcelle Hertzog-Cachin, née le 17 octobre 1911 à Paimpol et morte le 20 avril 1998 à Croissy-sur-Seine, est une femme politique française. Membre du Parti communiste français, elle est députée de la Seine de 1946 à 1951.

## Biographie

### Famille
Fille du responsable politique communiste Marcel Cachin (1869-1958), Marcelle Hertzog-Cachin est la belle-sœur de Ginette Signac (1913-1980), fille du peintre libertaire Paul Signac (1863-1935), et la tante de l'historienne de l'art Françoise Cachin (1936-2011).
Elle épouse en 1936 le chirurgien et militant communiste Paul Hertzog,.

### Carrière
Marcelle Hertzog-Cachin fait des études de médecine et soutient en 1939 sa thèse sur Postural, drainage des affections tuberculeuses.
Début août 1939, elle embarque sur le Winnipeg, paquebot affrété par le Parti communiste français (PCF) à travers la compagnie France-Navigation, pour convoyer plus de 2000 réfugiés espagnols ayant fui la guerre civile en Espagne vers le Chili. Médecin de bord avec son mari, elle soigne de nombreux cas de typhoïde et fait même naître plusieurs enfants pendant la traversée. Le PCF ayant été déclaré illégal en France à la suite du pacte germano-soviétique signé le 23 août 1939, tout l'équipage fut arrêté à son arrivée au Chili à la demande des autorités françaises. À son retour en France fin décembre 1940, elle, son mari et leurs compagnons furent emprisonnés au fort du Hâ, à Bordeaux. Sa sœur, Marie-Louise Jacquier, organisa la défense de l'équipage avec maître Moro-Giafferi et obtint leur non lieu.
Marcelle Cachin travaille comme pédiatre et médecin généraliste de 1940 à 1975. Durant la Seconde Guerre mondiale, elle exerce à la campagne, dans la clandestinité.
Lors des élections municipales de 1945, la première auxquelles les femmes peuvent participer, elle fait partie des 7 femmes élues sur les 30 membres du conseil municipal de Suresnes, ville de la banlieue Ouest de Paris où se trouve son cabinet médical. Elle reste conseillère municipale jusqu'en 1951.
Elle est élue députée de la Seine pour le PCF lors des premières élections législatives de la IVe République, en 1946. Elle est membre de la commission de la famille, de la population et de la santé publique et en devient vice-présidente en 1951.
Elle se représente en 1951 et en 1956, mais n'est pas réélue.
Elle milite au sein de l'Union des femmes françaises.

### Publications
Elle publie en 1980 un ouvrage sur son père : Regards sur la vie de Marcel Cachin (Paris, Éditions sociales).